# Улуханов Олександр Іванович
Олекса́ндр Іва́нович Улуха́нов (* 1875 — † 1941, Львів) — оперний співак (бас) та театральний режисер. Чоловік співачки і педагога Лідії Вікшемської-Улуханової.

## Життєпис
Вокалу навчався в Москві у Федора Петровича Андрієвського. З 1902 року виступав на оперній сцені в Рязані.
У 1906 році в Москві організував театр «Комічної опери»; 1907 співав у московській Опері С. Зіміна; в 1909 — соліст московської Приватної російської Опери.
Працював з різними антрепризами в Казані — 1907, Саратові — 1908, Києві 1907—1908, 1910—1913, 1915, Тбілісі — 1908, Нижьому Новгоролі — 1908, Баку — 1909, Одесі — 1910, Санкт-Петербурзі — 1909, Велика зала консерваторії, антреприза М. Валентинова та Д. Дума.
1910 року гастролював у складі антрепризи Максакова Максиміліана Карловича по Сибіру і Далекому Сході.
Був режисером в Києві — 1910—1913 та 1925—1926, Петербурзі — в Театрі музичної драми і Народному домі.
15 березня 1919 призначений режисером Опери Української радянської республіки ім. К.Лібкнехта — спільно з режисером Яковом Олексійовичем Гречнєвим.
У 1925—1926 роках — головний режисер у Свердловському оперному театрі; поставив «Казку про царя Салтана» та «Вертера».
З 1928 вів педагогічну діяльність у Києві.
В 1930-х роках — режисер «Російської опери» у Парижі, поставив «Бориса Годунова», «Князя Ігоря».
Його партнерами по виступах були: Л. Андреєва-Дельмас, А. Е. Бобров, М. В. Бочаров, Н. Ван-Брандт, М. В. Веселовська, Г. І. Внуковський, К. Д. Воронець-Монтвид, В. А. Гагаєнко, І. Г. Дворищин, І. І. Дисненко, К. С. Ісаченко, І. Н. Летичевський, М. В. Микиша, О. І. Мозжухін, О. І. Монска, Ф. Г. Орешкевич, А. В. Секар-Рожанський, Л. В. Собинов, П. І. Цесевич, Ф. І. Шаляпін, М. Я. Янса.
Співав під керунком М. М. Голінкіна, А. Е. Маргуляна, А. М. Пазовського, Й. А. Труффі, Л. П. Штейнберга.

## Партії
- Пастор — «Потоплений дзвін», Л. Давидов, 1905
- Варлаам та Пимен — «Борис Годунов» Мусоргського, 1909
- Молла Абдерассуль — «Чорний тюрбан» Еудженіо Еспозіто, 1912
- Онуфрій «Дні нашого життя» О. Глуховцев, 1913
- Санчо Панса «Дон Кіхот» Ж. Массне, 1915
- Цуніга «Кармен» Ж. Бізе,
- Скула «Князь Ігор» О. Бородіна
- Мефістофель «Фауст» Ш. Гуно,
- Мельник «Русалка» Даргомижського,
- Ван Бетт «Цар та столяр» А. Лортцінга,
- Граф де Сен-Брі «Гугеноти» Дж. Мейєрбера,
- Мазетто «Дон Жуан» В. А. Моцарта,
- Князь Іван Хованський — «Хованщина» М. Мусоргського]],
- Джакомо «Фра-Дьяволо, чи Гостиниця в Террачіне»  Д. Обера,
- Варязький гість — «Садко» Н. Римського-Корсакова,
- Скоморох «Казка про царя Салтана» М. Римського-Корсакова
- Дон Бартоло «Севільський цилюрьник» Дж. Россіні,
- Князь Гудал — «Демон» А. Рубінштейна,
- Агафон «Вража сила» О. Сєрова,
- Граф Томський «Пікова дама» П. Чайковського,
- Ріголетто «Ріголетто» Дж. Верді